# Гу Чженган
Гу Чженган (кит. трад. 谷正綱, спр. 谷正纲, піньїнь: Gǔ Zhènggāng; 30 квітня 1902 — 11 грудня 1993) — китайський і тайванський політик, діяч Гоміньдану, соратник Чан Кайши. Учасник китайсько-японської і китайської громадянської воєн. Обіймав міністерські посади в урядах Чан Кайши в Китаї і на Тайвані. Націоналіст, республіканець, антикомуніст. Перший президент Всесвітньої антикомуністичної ліги.

## Біографія
Народився на півдні Китаю в провінції Гуйчжоу. Вищу освіту здобув в Німеччині. Закінчив Берлінський технічний університет (машинобудівний факультет) і Берлінський університет імені Гумбольдта (філософський факультет).
У 1924 році Гу Чженган вступив до Гоміньдану. Займався агітацією та організаційною діяльністю. Спочатку належав до лівого крила партії, був прихильником Ван Цзінвея.
В середині 1920-х років Гу Чженган дотримувався прокомуністичних поглядів. У 1925 прибув в СРСР, вчився в Москві в Комуністичному університеті трудящих Китаю. Повернувшись до Китаю, примкнув до лівого «руху за реорганізацію Гоміньдану», підтримував Ченя Гунбо.
З 1931 року Гу Чженган орієнтувався на Чан Кайши. Після Мукденського інциденту був введений в центральне керівництво Гоміньдану. У 1934 році призначений секретарем в міністерство промисловості. У перший період китайсько-японської війни очолював комісію у військовому міністерстві, потім очолював в гоміньданівському уряді соціальний департамент. Очолював парторганізацію Гоміньдану в провінції Чжецзян. Заснував декілька гоміньданівських благодійних організацій.
У 1939 році Гу Чженган призначений міністром соціальної політики, курирував урядові соціальні програми. Залишався на цій посаді до 1949 (декілька тижнів в 1945 році він був також міністром сільського господарства та лісівництва). Не раз бував на фронтах, організовував допомогу пораненим і евакуацію мирних жителів під час бомбардувань Чунціна і Операції «Іті-Го» .
У період китайської громадянської війни Гу Чженган політично еволюціонував вправо. Входив до «кліки CC», яку очолювали Чень Ліфу і Чень Гофу (племінники Ченя Цімея). Керував в Шанхаї федерацією профспілок, організовував першотравневі свята.
Після перемоги Компартії Китаю в 1949 році Гу Чженган евакуювався на Тайвань з військами Чан Кайши.

### У керівництві Гоміньдану
З січня по березень 1950 року Гу Чженган виконував посаду міністра внутрішніх справ Китайської Республіки. Був політичним радником Чан Кайши. Обіймав в Гоміньдані високі партійні посади. До 1991 був депутатом Законодавчого юаня. Ідейно-політичні позиції Гу Чженгана грунтувалися на китайському націоналізмі, республіканізмі та крайньому антикомунізмі.
У квітні 1975 року Гу Чженган брав участь в нараді вищого керівництва Гоміньдану, вирішував питання про спадкоємність влади після смерті Чан Кайши. Розглядався як один з кандидатів в лідери Гоміньдану, але поступився Цзяну Цзінго .
У 1990—1993 Гу Чженган був радником президента Тайваню Лі Денхуея.
З квітня 1950 року і до кінця життя Гу Чженган очолював Асоціацію допомоги материковому Китаю — організацію, що допомагала біженцям з КНР, військовослужбовцям КНР, що перейшли на бік антикомуністів в Корейській війні, жертвам переслідувань маоїстського режиму. Був одним з ініціаторів встановлення Всесвітнього дня свободи 23 січня .

### У міжнародному антикомунізмі
Гу Чженган керував організаціями тайвансько-японської і тайвансько-лаоської співпраці. У 1954 році він брав активну участь у створенні Антикомуністичної ліги народів Азії, яка спочатку об'єднала Тайвань, Південну Корею, Філіппіни і Південний В'єтнам. Очолював тайваньскую делегацію в Токіо в 1963 році.
У 1967 році Гу Чженган обраний президентом Всесвітньої антикомуністичної ліги (ВАКЛ). Найбільша активність ВАКЛ припала на період керівництва Гу Чженгана. Виступав з позицій непримиренного антикомунізму, антирадянщини і антімаоїзму. Закликав до максимально жорсткого протистояння СРСР, КНР і їхнім союзникам.
Особливу увагу Гу Чженган приділяв протистоянню в Азіатсько-Тихоокеанському регіоні і впливу на внутрішнє становище в КНР.
Президентом ВАКЛ Гу Чженган залишався до 1988 року. Його відхід з цього поста був пов'язаний не тільки з похилим віком, але і з зміною міжнародної обстановки, дезактуалізацією непримиренного антикомунізму на тлі перебудови в СРСР. При цьому почесним головою Ліги Гу Чженган залишався до кінця життя.
Гу Чженган був одружений, мав п'ятьох дітей. Помер у віці 91 року.